# Surena (irmão de Hormisda IV)

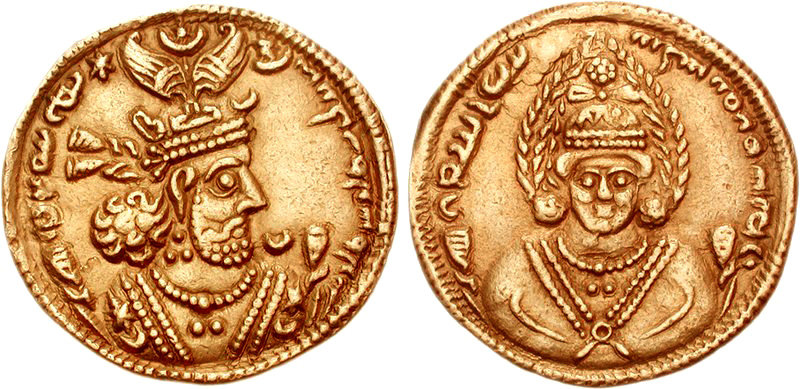
Dinar de r.

Surena foi um general persa do final do século VI e começo do VII, ativo durante o reinado do xá Cosroes II (r. 579–590).

## Nome
Surena é a forma latina do parta, persa médio e siríaco Surém (Sūrēn), que derivou do iraniano antigo Suraina (*Sūr-aina-; de *sūra-, "forte, heroico"). Essas formas podem ter se originado da junção de *sūra- com a partícula sufixal -ēn. Foi registrado em bactrio como Soreno (Σορηνο), em grego como Surenas (Σουρήνᾱς; Sourénās) e em armênio como Surém (Սուրեն, Surēn). Nos Períodos Arsácida e Sassânida, em geral tratava-se de um sobrenome de uma das grandes famílias de origem parta que governavam o planalto Iraniano.

## Vida
Era supostamente filho de Cosroes I (r. 531–579) e irmão de Hormisda IV (r. 579–590). Sua existência é atestada apenas na História de Taraunitis de João Mamicônio, obra considerada não confiável, e autores como Christian Settipani põe dúvida a sua existência. Aparece no início do reinado do imperador Focas (r. 602–610), quando é enviado por seu sobrinho Cosroes II (r. 590–628) a Taraunitis com 100 mil daecãs e nove mil homens a comprar a liberdade de Gregur e Porpes, filho e esposa de seu irmão Vactangue. Chegando, contata Simbácio I. Recebendo-o com afeição, enviou-o a Muxe. Após 10 dias, Surena perguntou por seu sobrinho, querendo saber onde estava. Agora lhe mostraram a fortaleza e disseram: "Lá". E ele perguntou: "Está pastoreando cabras ou orvalhos lá?" Simbácio riu da piada de Surena e ordenou que a esposa e o filho de Vactangue fossem trazidos à sua presença. Assim que chegaram, Surena disse: "Poderoso príncipe [governante] da terra da Armênia, você vai dar-lhes como presentes ao rei iraniano"? O príncipe respondeu: "Eu nem daria ao rei iraniano um cachorro morto para o seu jantar sem ele pagar por ele, muito menos dar esses dois [reféns]. Mas se você quiser comprá-los, eu certamente os entregarei caso contrário, vocês três irão a Arcrunique 'e rebanharão cabras, e servirão na fortaleza e ingratamente comerão meu pão."
Surena então disse: "Oh piedoso e poderoso príncipe, se você nos fizesse cuidar de um cachorro em seus portões, seria uma honra para nós estarmos em sua corte, para não falar em pastorear cabras. Mas ouça-nos e tire de nós 100 mil daecãs, dois mil camelos e 6 cavalos iranianos, e nos dê essa mulher e jovem." Simbácio então respondeu: "Tudo o que você trouxe aqui é nosso, pois vou cortar sua cabeça e confiscar o que você tem. Mas se você precisar deles, torne-se um cristão e seja batizado, e me leve e vá para os iranianos e estes [reféns] com você. Caso contrário, pense em outra coisa." Surena por fim levou 100 mil daecãs e os camelos e cavalos diante do príncipe e disse: "aqui está o seu presente". Mas Simbácio lhe responde:
| “ | Eu aprovo os seus dons, mas tropas persas tiraram 180 mil daecãs de madeira de Carque e comeram 400 mil daecãs de grama das planícies e 60 mil daecãs para as corças, veados e coelhos do meu país que eles caçavam e comiam. Eu deixo de lado o preço da água e do pão, mas pague pelos doces vinhos da Síria, Salã e Moxir que por estes dois anos cortaram de mim e se consumiram. E o imposto que tomaram de 6 distritos e pelas receitas da cidade que comeram, paguem 300 daecãs. Você se torna um cristão. Leve-me para os iranianos e leve estes [reféns] para você. | ” |
|   | — João Mamicônio, História de Taraunitis, capítulo III. |   |

Surena ficou sombrio e não pôde falar por três dias. Mas então Simbácio lhe mandou dizer: "Não fique triste, pois farei tudo segundo a sua vontade. Mas vamos, passemos para o outro lado [do rio] e façamos uma peregrinação ao mosteiro que meu pai construiu". Tomando Surena, atravessaram para o outro lado do Arasani, levando a mulher e o filho junto. Mas porque Simbácio queria enganar o iraniano, a esposa e o filho e Vaanes foram deixados do outro lado, de tal forma que Surena atravessaria e seria morto. Ele deixou quatro mil de suas tropas em Megueti e deixou os iranianos na vila do mosteiro que chamavam de aldeia de Artique. Simbácio levou 400 soldados escolhidos e Surena levou 400 dos seus, e os dois partiram ao mosteiro. Quando chegaram à Cruz Oculta, desmontaram e seguiram ao mosteiro a pé. Logo que se aproximaram do local do mosteiro, os clérigos surgiram e os impediram de prosseguir por causa de Surena. Então Simbácio ficou furioso e disse: "Se vocês, iranianos, são abomináveis por serem indignos de covis, como é que são dignos de vida?" E Varazes, o príncipe de Palúnia, atacou Surena, golpeando-o com uma espada e cortando sua cabeça.